# جاك بيرسون
جاك بيرسون (25 يناير 1922 - 1 أكتوبر 2007 في المملكة المتحدة) (بالإنجليزية: Jack Pearson)‏ هو لاعب كريكت بريطاني وبريطاني (وحمل سابقاً جنسية المملكة المتحدة لبريطانيا العظمى وأيرلندا). لعب مع نادي مقاطعة ديربيشاير للكريكت ‏.